# Friedrich Wintzer
Friedrich Wintzer (* 27. Juli 1933 in Ottrau; † 23. Dezember 2004 in Meckenheim) war ein deutscher evangelischer Theologe.

## Biografie
Friedrich Wintzer studierte evangelische Theologie in Marburg, Basel und Göttingen. In Göttingen wurde er 1963 promoviert, 1968 habilitierte er sich dort mit der bis heute bedeutenden Studie zur Homiletik des 19. Jahrhunderts Die Homiletik seit Schleiermacher bis in die Anfänge der 'dialektischen Theologie' in Grundzügen. Von 1968 bis 1971 war Wintzer Pfarrer im hessischen Werleshausen. 1972 übernahm er das Amt des Rektors am Studienseminar der Evangelisch-lutherischen Landeskirche Hannovers in Göttingen. 1978 folgte er dem Ruf nach Bonn, wo er auch das Amt des Universitätspredigers innehatte. Daneben war er Vertreter der Fakultät in der Landessynode der Evangelischen Kirche im Rheinland und Mitherausgeber der Fachzeitschrift „Pastoraltheologie“.
Wintzer lehrte von 1978 bis 1998 als Professor für Praktische Theologie an der Rheinischen Friedrich-Wilhelms-Universität Bonn mit Schwerpunkt Homiletik. Er war verheiratet mit  Hilde Wintzer, geb. Sauter, * 20. Juli 1937; † 31. Dezember 2018. Der Ehe entstammen zwei Söhne.